# Билка (село)
Бѝлка е село в югоизточна България, община Руен, област Бургас.

## География
Село Билка е разположено в северозападните склонове на Камчийската планина, Източна Стара планина, в долината на река Луда Камчия, в Лудокамчийския пролом, край десния, южния бряг на реката в широк неин завой, около 1,5 km на югоизток от село Трънак, 16 km югозападно от град Дългопол, 50 km на север-северозапад от областния център град Бургас и 16 km в същата посока от общинския център село Руен. Климатът е умереноконтинентален, почвите в землището са канелени горски и излужени и сиви горски.
Третокласният републикански път III-208 заобикаля селото откъм север и частично минава през него в североизточния му край. На югозапад пътят води през Дъскотна към Айтос и Руен, а на изток през село Добромир и покрай язовир Цонево с природното образувание Чудни скали – към село Комунари и град Дългопол. Северно от селото отвъд реката минава железопътната линия Варна – Карнобат с железопътна гара Трънак. На около 2 km на юг-югоизток от Билка е връх Коджа кая.

## История
След завършилата през 1878 г. Руско-турска война, село Билка остава на територията на Източна Румелия. То се намира в България от 1885 г. – с името Чифлик (Чифлик махле), след извършеното Съединение на Източна Румелия с Княжество България. Преименувано е на Чифлишка махала през 1934 г. През 1951 г. село Чифлишка махала е преименувано на Билка.
Основното училище „Пейо Яворов“ в село Билка е закрито през 2007 г. За учениците до 16-годишна възраст от село Билка към 2011 г. е осигурен специализиран превоз всеки учебен ден до и от основното училище „Димитър Полянов“ в село Трънак.

## Население
Населението на село Билка наброява 585 души към 1934 г. и с максимум към 1985 г. – 825 души, намалява до 527 към 2018 г.

### Етнически състав
Преброяване на населението през 2011 г.
Численост и дял на етническите групи според преброяването на населението през 2011 г.:
|                     | Численост |
| Общо                | 602       |
| Българи             | 4         |
| Турци               | 571       |
| Цигани              | -         |
| Други               | -         |
| Не се самоопределят | -         |
| Неотговорили        | 26        |

## Религии
Религията, изповядвана в село Билка, е ислям.

## Обществени институции
Село Билка към февруари 2020 г. е център на кметство Билка.
В Билка към 2020 г. има постоянно действаща джамия.

## Културни и природни забележителности
- Връх Коджа кая
- Връх Орта кая
- Връх Уч кая
- На 1,5 км южно от центъра на Билка има водопади.

## Интересно за село Билка
В село Билка от 2018 г. се провежда „ултрамаратонът“ Коджа Кая.